# (1241) Dysona
(1241) Dysona es un asteroide perteneciente al cinturón de asteroides descubierto por Harry Edwin Wood desde el Observatorio Union, Johannesburgo, el 4 de marzo de 1932.

## Designación y nombre
Dysona recibió inicialmente la designación de 1932 EB1.
Posteriormente se nombró en honor del astrónomo inglés Frank Watson Dyson (1868-1939).